# Ісидор Гунсберг
Ісидор Гунсберг (Isidor Gunsberg; 2 листопада 1854, Пешт — 2 травня 1930, Лондон) — шахіст, претендент на світову шахову корону. 

## Біографія
У дитинстві переїхав із батьками до Лондона. Шахові успіхи прийшли до нього у 80-х роках. Успіхи в турнірах та матчах дозволили Гунсбергу претендувати на світову першість, але в матчі (1890—1891) він поступився Вільгельму Стейніцу. Загалом від 1883 до 1914 року Гунсберг зіграв у 28 турнірах, на сімох здобув перемогу. Із 8 матчів виграв 5. 
Займався журналістикою, вів шахові рубрики в лондонських газетах. Після припинення виступів у змаганнях жив у злиднях. 

## Спортивні результати
| Рік       | Турнір                                           | Результат | Місце   |
| --------- | ------------------------------------------------ | --------- | ------- |
| 1885      | Міжнародний турнір (Гамбург)                     |           | 1       |
| 1886      | 2-й конгрес Британського шахового союзу (Лондон) | 8 з 12    | 3 — 4   |
|           | Міжнародний турнір (Ноттінгем)                   |           | 3 — 4   |
| 1887      | Міжнародний турнір (Лондон)                      | 7 з 9     | 1 — 2   |
| 1888      | Міжнародний турнір (Бредфорд)                    |           | 1       |
|           | Міжнародний турнір (Лондон)                      | 16½ з 17  | 1       |
| 1889      | Міжнародний турнір (Нью-Йорк)                    |           | 3       |
|           | Міжнародний турнір (Бреслау)                     |           | 4 — 7   |
| 1890      | Міжнародний турнір (Манчестер)                   |           | 5 — 6   |
|           | Матч проти М. Чигоріна                           | 11½: 11½  |         |
| 1890-1891 | Матч на першість світу Гунсберг — Стейніц        | 8½: 10½   |         |
| 1895      | Міжнародний турнір (Гастінгс)                    | 9 з 21    | 15 — 16 |

## Цікавий факт
Гунсберг успішно грав за шаховий автомат «Мефісто». 